# Macropinna microstoma

Macropinna microstoma (малорота макропіна), піднята з глибини риболовним тралом. © Dirk Steinke.

Macropinna microstoma — глибоководна риба ряду корюшкоподібні, що відома незвичайною будовою голови та очей: риба має циліндричні, спрямовані вгору очі, які повністю сховані під прозорою верхньою частиною голови. Зустрічається в субарктичних та помірних водах північної частини Тихого океану.

## Систематичне положення
Macropinna microstoma — єдиний вид в роді Macropinna, що належить до родини Opisthoproctidae: риб, для яких характерні циліндричні очі. Відкриття та первинний опис виду були зроблені в 1939 році Вільямом Чапманом, але перші фотографії живої риби були зроблені лише в 2004-му році.

## Анатомія
Macropinna microstoma — порівняно невелика риба, найбільші відомі екземпляри досягають близько 15 сантиметрів у довжину. Тіло вкрите великими темними лусками, плавці великі, широкі та заокруглені. Для цього виду характерний довгий кишечник з численними сліпими виростами, широка глотка та вузький рот, що є головним обмежувачем розміру здобичі, придатної для поїдання.
Найпримітнішою особливістю виду є прозора куполоподібна оболонка, що вкриває її голову зверху та з боків, і великі, звичайно спрямовані вгору, очі циліндричної форми, що знаходяться під цією оболонкою (саме за специфічну будову очей вона називається «бокоглаз» в рос. мові і має таку саму схожу назву в японській мові). Щільна та еластична покриваюча оболонка прикріплена до лусок спини та боків ззаду, а з боків — до широких та прозорих навколоокових кісток, які забезпечують захист органів зору. Ця покриваюча структура, як правило, втрачається (або, щонайменше, дуже сильно пошкоджується) під час підйому риб на поверхню в тралах та сітках, тому до останнього часу про її існування не було відомо. Під покриваючою оболонкою розташована заповнена прозорою рідиною камера, в якій, власне, і вміщені очі риби; очі у живих риб забарвлені в яскраво-зелений колір. Очі розділені тонкою кістяною перегородкою, яка, продовжуючись назад, розширюється й вміщує головний мозок. Попереду кожного ока, але позаду рота, знаходиться велика заокруглена кишеня, що містить нюхальну рецепторну розетку. Тобто те, що, на перший погляд, на фотографіях живої риби здається очима, є, насправді, ніздрями.
Зелений колір очей цієї риби забезпечується наявністю в них специфічного жовтого пігменту. Вважають, що цей пігмент забезпечує спеціальну фільтрацію світла, що надходить згори, та знижує його яскравість, що дає змогу рибі розрізнити біолюмінесценцію потенційної здобичі.

## Поширення
Macropinna microstoma поширена в субарктичних та помірних водах північної частини Тихого океану: біля берегів Північно-східної Японії, Курильських островів, в Беринговому морі, біля західного узбережжя Канади та США, на південь до Каліфорнійської затоки (Мексика). Цей вид зустрічається на глибинах від 500 до 800 метрів, при цьому крупніші екземпляри виловлюють, звичайно, на більшій глибині.

## Поведінка
Риби у звичному середовищі, як правило, стоять непорушно або повільно пересуваються в горизонтальному положенні. Всі плавці при цьому повністю розправлені; грудні плавці орієнтовані горизонтально, а черевні — нахилені вниз під кутом приблизно 30 градусів. За рахунок великих розкритих плавців риба досягає довготермінового стабільного положення в товщі води. Коли риба рухається, всі плавці лишаються повністю розправленими, а рух забезпечується хвостовим плавцем. У разі тривоги риба притискає до тіла грудні та черевні плавці та робить різкі ривки, також забезпечені биттям хвоста. Завдяки особливій будові очної мускулатури ці риби здатні повертати свої циліндричні очі з вертикального положення, в якому вони звичайно перебувають, в горизонтальне, коли вони спрямовані вперед. У цьому випадку рот опиняється в полі зору, що дає змогу захопити здобич. Такі особливості зорового апарата уможливлюють два принципових підходи до добування їжі. По-перше, риба здатна, перебуваючи в горизонтальному положенні з очима, спрямованими вгору, помічати потенційну здобич над собою. Коли риба повертає тіло вгору (ротом до здобичі, щоб схопити її), очі повертаються вперед, залишаючи здобич в полі зору. По-друге, при незмінному горизонтальному положенні тіла риба здатна стежити за потенційним об'єктом харчування, що спускається згори, повертаючи очі. Коли цей об'єкт потрапляє на рівень рота, риба хапає його.

## Живлення
У травній системі риб цього виду, що попадали в руки науковців, знаходили зоопланктон різних розмірів, включаючи дрібних кнідарій та ракоподібних, а також щупальця сифонофор разом з кнідоцитами. З огляду на те, що зоопланктон у великій кількості накопичується на щупальцях сифонофор, де його можуть добувати глибоководні риби, а також на залишки кнідарій, знайдені в травній системі Macropinna microstoma, можна дійти висновку, що наявна у цього виду суцільна прозора оболонка над очима еволюційно виникла як спосіб захисту від кнідоцитів кнідарій (особливо сифонофор).